# Serraca flavescens
Serraca flavescens là một loài bướm đêm trong họ Geometridae.